# مرکز بین‌المللی لرزه‌شناسی
مرکز بین‌المللی لرزه‌شناسی (انگلیسی: International Seismological Centre) یا ISC یک سازمان غیرانتفاعی و غیردولتی است که به گردآوری نهایی، تجزیه و تحلیل قطعی و انتشار اطلاعات لرزه‌خیزی جهانی می‌پردازد. این مرکز در سال ۱۹۶۴ به‌صورت یک سازمان بین‌المللی مستقل از دولت‌های ملی برای جمع‌آوری و تجزیه و تحلیل داده‌های لرزه‌ای از سراسر جهان و به ویژه برای رسیدگی به جریان روزافزون داده‌ها از شبکه جهانی لرزه‌نگار استاندارد (WWSSN) که در آن سال تأسیس شده بود، تشکیل شد.
مرکز بین‌المللی لرزه‌شناسی وظیفه اصلی خود را جمع‌آوری و تجزیه و تحلیل مجدد تمام تاریخ‌های لرزه‌ای زمین‌لرزه‌های موجود به منظور تولید داده‌های قطعی در مورد زمین‌لرزه می‌داند. این مرکز در کاتالوگش، خود را «کامل‌ترین و معتبرترین مخزن نهایی داده‌های جهانی پارامترهای زمین‌لرزه» معرفی می‌کند.